# ネットワーク・ソリューションズ
ネットワーク・ソリューションズ（Network Solutions 略称 NetSol）は1979年に設立された技術企業で、世界で初めてのドメイン登録業者である。管理ドメインは760万以上。

## 歴史
ネットワーク・ソリューションズは1979年に技術コンサルティング企業として設立された。当時の従業員はおよそ30名ほどで、アプリケーションの開発に主力をおいていた。1992年に、米国科学財団によるインターネットのドメイン登録サービスの開発のための補助金へ入札を行った。この時入札を行ったのはネットワーク・ソリューションズただ1社のみである。ドメイン登録技術の作成後、1999年にドメイン産業が競合他社へ解放されるまで、ネットワーク・ソリューションズは最初にして唯一のドメイン登録業者となった。1995年にサイエンス・アプリケーションズ・インターナショナル (SAIC)に買収され、1997年にNASDAQへ上場した。
2000年に、およそ150億ドルでベリサイン社に買収された。
2003年に個人所有企業として分離した。現在のCEOはチャンプ・ミッチェル。